# Castello di Roslin

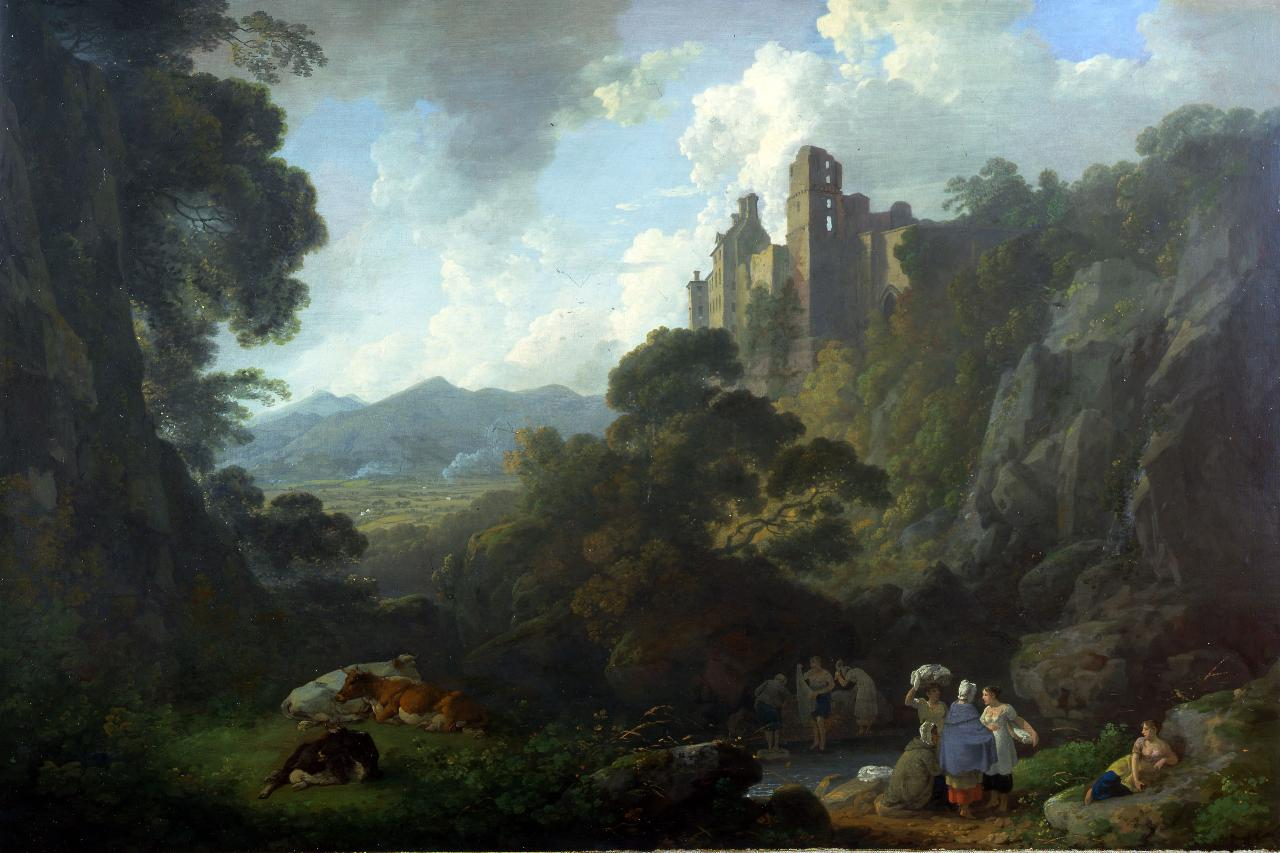
Vista del castello di Roslin, 1803 di Julius Caesar Ibbetson

Il castello di Roslin (talvolta chiamato Rosslyn) è un castello, parzialmente in rovina, vicino al villaggio di Roslin nel Midlothian in Scozia. Si trova a circa 14 km. da Edimburgo, sulla riva nord del fiume Esk, solo a poche centinaia di metri dalla famosa Cappella di Rosslyn.
Sul sito è esistito un castello sin dall'inizio del XIV secolo, quando la famiglia Sinclair, conti di Caithness e baroni di Roslin, fortificò il sito, anche se le rovine attuali sono di data leggermente successiva. In seguito alla distruzione avvenuta durante il brutale corteggiamento del 1544, il castello fu ricostruito. Questa struttura, costruita nelle falesie di Roslin Glen, è rimasta almeno parzialmente abitabile sin d'allora. Il castello è accessibile tramite un alto ponte, che ha sostituito un ponte levatoio precedente. Il castello di Roslin è stato rinnovato negli anni 1980 ed ora è una struttura alberghiera.

## Storia

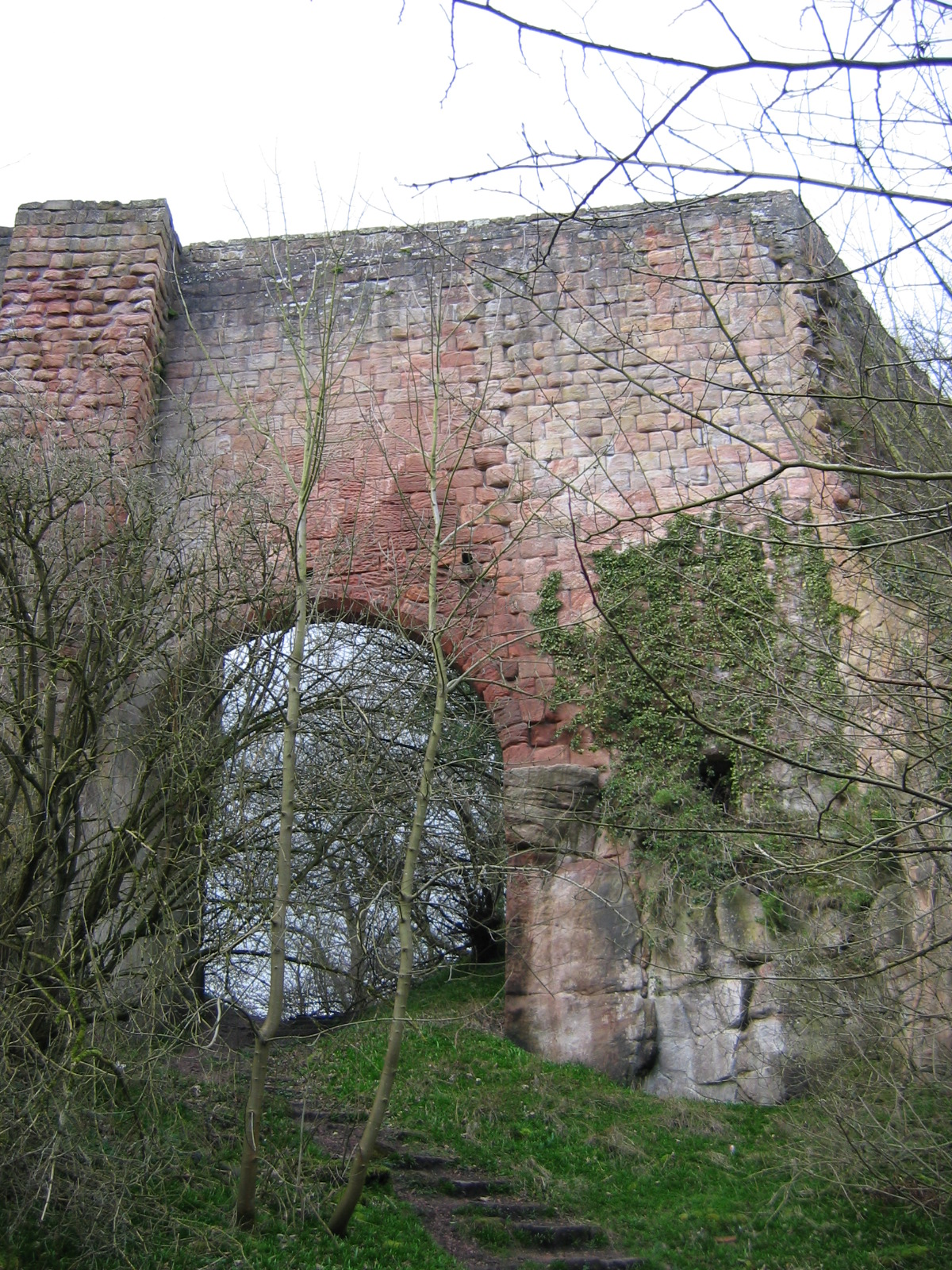
Ponte che dà accesso al castello di Roslin.

Il primo castello venne costruito tra il tardo XIV e il primo XV secolo, forse da Henry Sinclair I, conte delle Orcadi, Barone di Roslin (c. 1345–1400).
La famiglia dei Sinclair, o St Clare, era di origini francesi, ed aveva avuto dei diritti su Roslin dal 1280. Il castello fu costruito su un promontorio roccioso vicino al sito della Battaglia di Roslin, nella quale gli scozzesi sconfissero gli inglesi nel 1303.
Il figlio di Henry Henry II, conte delle Orcadi (1375-1422 circa) costruì un nuovo mastio rettangolare con angoli arrotondati nella parte sud-ovest.
Si accedeva al cortile tramite un ponte levatoio sopra un fossato artificiale.
Durante il XV secolo il castello conteneva uno scriptorium e cinque manoscritti di St. Clair, risalenti al 1488, si trovano nella National Library of Scotland. Tra questi il manoscritto di Rosslyn-Hay, ritenuto il primo lavoro esistente in prosa in scozzese. Il castello fu danneggiato da un incendio nel 1452. La leggenda narra che durante l'incendio il conte si preoccupò dei suoi preziosi manoscritti che furono tratti in salvo, da una finestra, da parte del suo cappellano.
Roslin fu danneggiato molto più seriamente dal conte di Hertford, che fece dare fuoco al castello nel corso del brutale corteggiamento nel 1544. Il mastio venne quasi completamente distrutto, sebbene sia ancora visibile il suo unico muro in rovina.
Il castello fu ricostruito alla fine del XVI secolo, con un nuovo edificio a cinque piani sul lato roccioso, e l'ingresso fu ricostruito, questa volta con un ponte di pietra permanente. La parte superiore del blocco orientale è stata rinnovata nel 1622, con dettagli rinascimentali e intaglio di porte e finestre. Roslin soffrì nuovamente dell'artiglieria del comandante di Cromwell in Scozia, generale Monck, nel 1650. Fu ulteriormente danneggiato da un gruppo di Riformatori nel 1688.
Nell XVIII secolo la struttura era diventata fatiscente, anche se parte del blocco orientale rimase sempre abitabile.
James Erskine ereditò le proprietà di Rosslyn e Dysart nel 1789, dal cugino James Paterson St Clair, del quale adottò il cognome di St Clair-Erskine. Nel 1805 ereditò il titolo di Conte di Rosslyn (creato nel 1801 per Alexander Wedderburn). Da quella data, la tenuta di Rosslyn è stata in possesso del conte di Rosslyn.
Dal 1982 al 1988 il blocco orientale fu restaurato dagli architetti Simpson e Brown.
L'attuale proprietario, conte di Rosslyn, discendente dei Sinclair, affitta il castello, come alloggio per le vacanze, tramite il Landmark Trust. Il castello è Scheduled Ancient Monument e monumento classificato di categoria A.

## Architettura

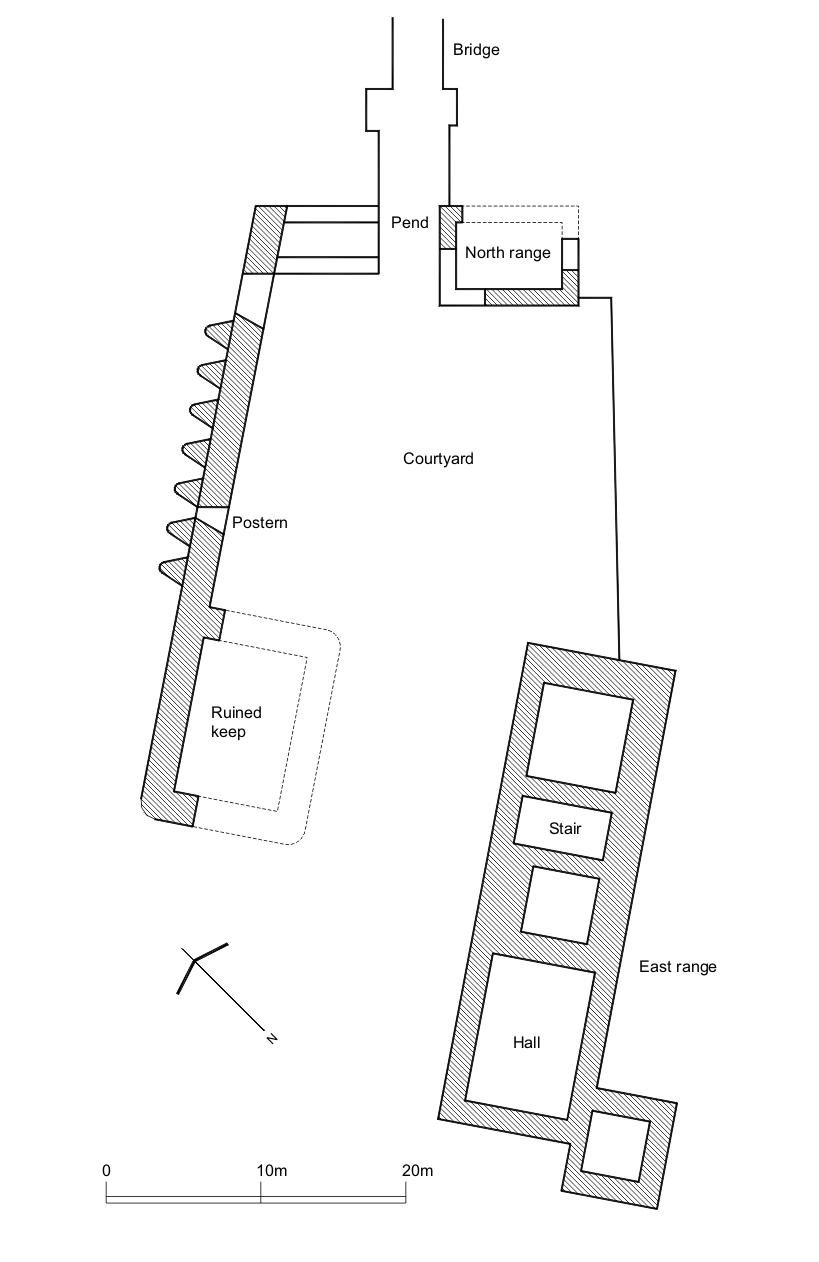
Pianta del castello di Roslin

Il castello si erge a strapiombo sopra un'ansa del fiume Esk, che lo protegge su tre lati. Questo promontorio roccioso è stato aperto sul lato nord per formare un fossato che offre un'ulteriore protezione. Il castello è separato da Roslin da questo fossato, e collegato da un ripido ponte e dal corpo di guardia in rovina.

### Rovine
I resti del corpo di guardia e del blocco nord comprendono solo frammenti di mura e una parte dell'arco d'ingresso, con i resti di una garitta di vedetta nella parte superiore. Lungo il lato ovest del castello, è rimasto in piedi il muro del XV secolo a un'altezza considerevole. Questa sezione di muro ha sei aperture alla base, una delle quali fungeva da postierla. Sulla facciata esterna, le sei baie sono divise da contrafforti. I vecchi disegni del castello mostrano garitte sopra ciascuno di questi contrafforti, con una passerella che li collega tra loro.
A sud di questo muro c'è quello rimanente del mastio. Il tumulo sottostante è formato dai resti crollati delle altre tre mura. Le rovine suggeriscono che il mastio fosse circa 16 metri per 12 metri, con mura alte 2,9 metri che si innalzavano fino a un parapetto piombatoia.

### Blocco orientale

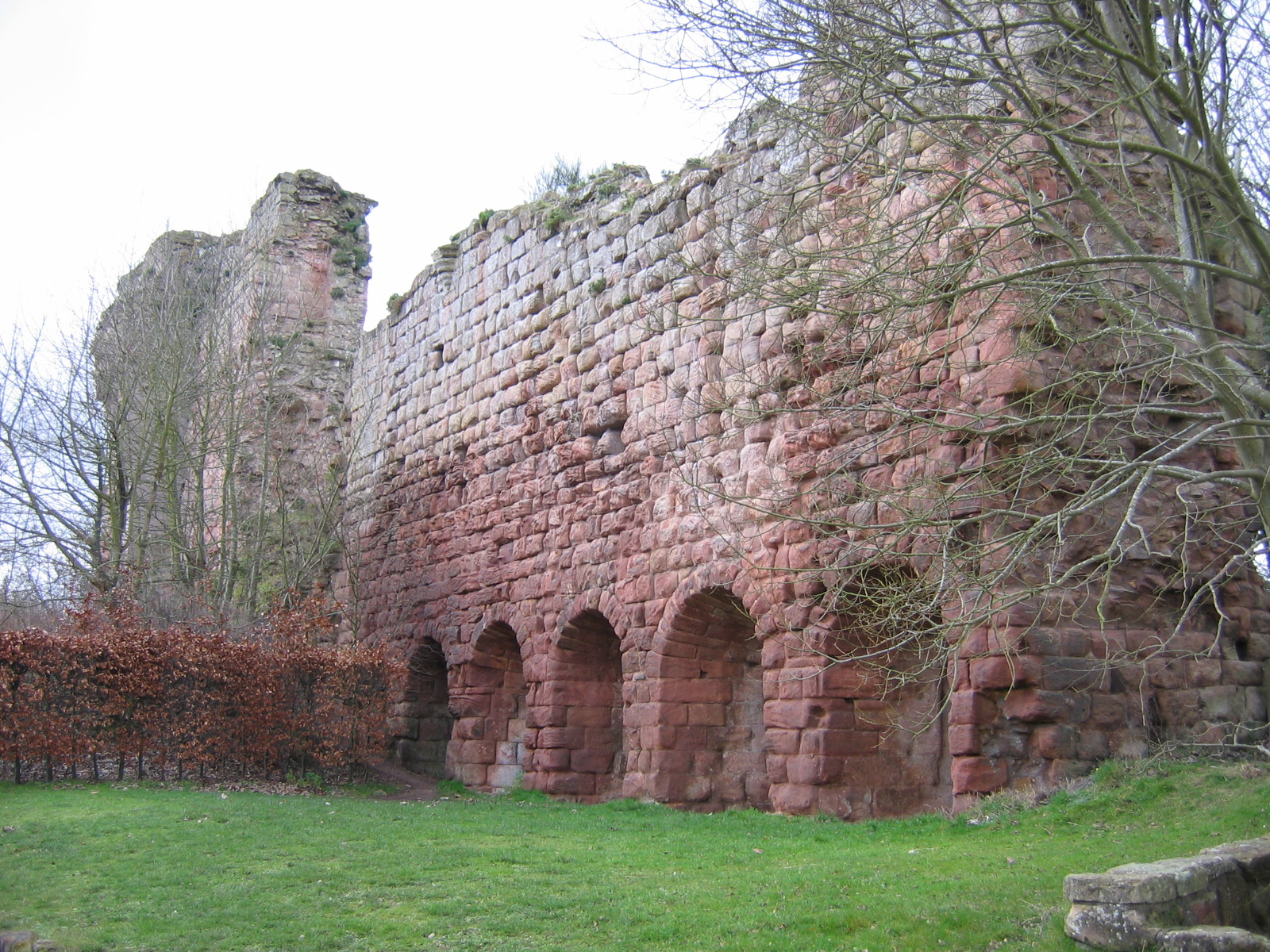
La cortina ovest, con il mastio in rovina.

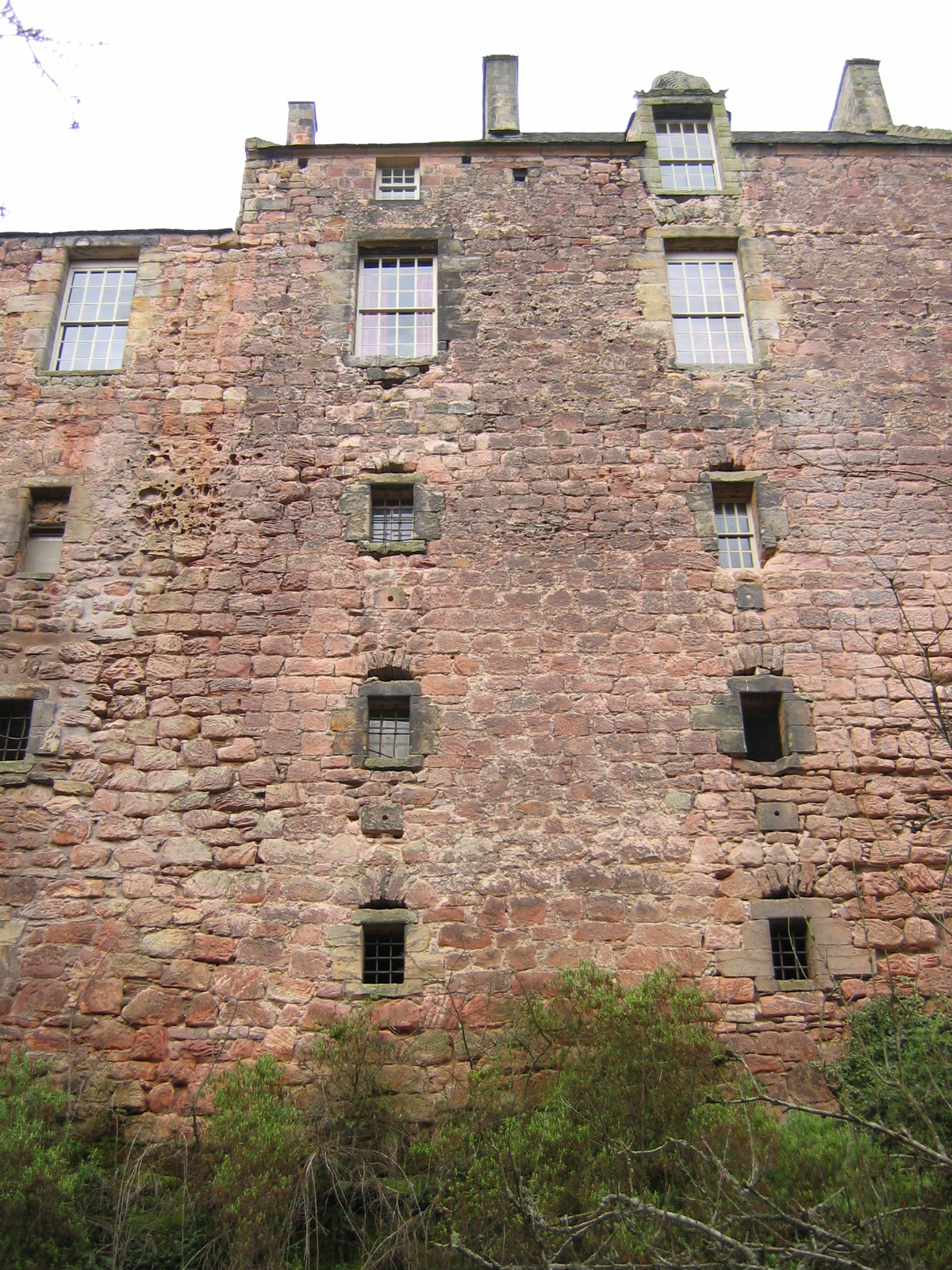
Facciata est del blocco orientale, che mostra le grandi finestre nelle stanze principali superiori, con finestre più piccole nelle aree di servizio sottostanti.

Il blocco orientale restaurato misura circa 31 metri per 10, con un tetto a falde e frontoni a forma di corvo. Si accede attraverso un portale riccamente scolpito, datato 1622 e siglato SWS per Sir William Sinclair, che dà accesso al terzo piano. I tre piani inferiori sono scavati nella roccia e ciascuno ha quattro stanze a volta, con una quinta nella torre sud-est. Questi livelli inferiori erano usati come locali di servizio, con le stanze padronali nei due piani superiori. Al livello più basso c'era una cucina, con un forno. All'esterno, sul muro sud sono stati trovati dei fucili e diversi buchi da tiro sul muro orientale.
Tutti e cinque i piani sono collegati da una scalinata centrale, aggiunta all'inizio del XVII secolo per sostituire una scala a pedate nel sud-ovest. Le camere dei piani superiori hanno pannelli imponenti e soffitti decorati. La sala principale, nella parte sud del blocco, è stata divisa, ma conserva un grande camino con le iniziali intagliate WS e JE, per William Sinclair e sua moglie Jean Edmonstone, e la data 1597.

## Riferimenti culturali
Il castello di Roslin è uno dei luoghi in cui è ambientato il poema Rosabelle di Sir Walter Scott. Nel XVIII secolo, Richard Hewitt di Cumberland scrisse una ballata dal titolo Roslin Castle, la cui registrazione è presente nella collezione di canzoni scozzesi dello Scots Musical Museum.
Il castello è stato utilizzato come location per il film di Ron Howard, Il codice da Vinci tratto dal romanzo omonimo di Dan Brown.